# Seznam utkání HC Oceláři Třinec v hokejové lize mistrů

## Bilance HC Ocelářů Třinec v Hokejová Liga mistrů
- HLM 2014/2015 – Základní skupina E (3. místo)
- HLM 2015/2016 – Nejlepších 32 prohra 5:3 s  HV71
- HLM 2017/2018 – Semifinále prohra 7:6 s  JYP Jyväskylä
- HLM 2018/2019 – Základní skupina E (4. místo)
- HLM 2019/2020 – Základní skupina D (3. místo)
- HLM 2021/2022 – Základní skupina F (3. místo)
- HLM 2022/2023 – Základní skupina H (3. místo)
- HLM 2023/2024 – Osmifinále prohra 8:6 s  Skellefteå AIK
- HLM 2024/2025 – Osmifinále prohra 5:2 s  HC Sparta Praha

### Utkání Třince v hokejové lize mistrů
| Utkání | Datum utkání | Sezona    | Soutěž                | Domácí                | Výsledek | Hosté                     | Třetiny               | Branky za Třinec                                                                                        |
| ------ | ------------ | --------- | --------------------- | --------------------- | -------- | ------------------------- | --------------------- | --- |
| 01.    | 21. 8. 2014  | 2014/2015 | Základní skupina E    | Třinec                | 7 : 0    | SC Bern                   | (2:0, 3:0, 2:0)       | 2× Jiří Polanský, 2× Jakub Orsava, David Nosek, Marek Trončinský, Tomáš Linhart                         |
| 02.    | 23. 8. 2014  | 2014/2015 | Základní skupina E    | Třinec                | 4 : 5    | Stavanger Oilers          | (1:1, 2:3, 1:1)       | 2× Radim Matuš, Jiří Polanský, Lukáš Zíb                                                                |
| 03.    | 4. 9. 2014   | 2014/2015 | Základní skupina E    | SC Bern               | 0 : 4    | Třinec                    | (0:3, 0:1, 0:0)       | 2× Lukáš Žejdl, 2× Jakub Orsava                                                                         |
| 04.    | 6. 9. 2014   | 2014/2015 | Základní skupina E    | Stavanger Oilers      | 2 : 3    | Třinec                    | (2:2, 0:1, 0:0)       | 2× Zbyněk Irgl, Vladimír Dravecký                                                                       |
| 05.    | 23. 9. 2014  | 2014/2015 | Základní skupina E    | Třinec                | 1 : 2    | Tappara Tampere           | (0:0, 0:0, 1:2)       | Martin Adamský                                                                                          |
| 06.    | 7. 10. 2014  | 2014/2015 | Základní skupina E    | Tappara Tampere       | 5 : 1    | Třinec                    | (2:0, 2:0, 1:1)       | Kamil Kreps                                                                                             |
| 07.    | 20. 8. 2015  | 2015/2016 | Skupina M             | Stavanger Oilers      | 4 : 1    | Třinec                    | (2:0, 1:1, 1:0)       | Erik Hrňa                                                                                               |
| 08.    | 22. 8. 2015  | 2015/2016 | Skupina M             | KalPa Kuopio          | 4 : 3 SN | Třinec                    | (0:1, 3:1, 0:1)       | Aron Chmielewski, Vladimír Dravecký, Kamil Kreps                                                        |
| 09.    | 28. 8. 2015  | 2015/2016 | Skupina M             | Třinec                | 4 : 3 PP | Stavanger Oilers          | (1:1, 1:0, 1:2, 1:0)  | 2× Rostislav Klesla, Jakub Orsava, Zbyněk Irgl                                                          |
| 10.    | 5. 9. 2015   | 2015/2016 | Skupina M             | Třinec                | 6 : 0    | KalPa Kuopio              | (1:0, 4:0, 1:0)       | 3× Erik Hrňa, David Nosek, Zbyněk Irgl, Jakub Orsava                                                    |
| 11.    | 22. 9. 2015  | 2015/2016 | Nejlepších 32         | Třinec                | 2 : 2    | HV71 Jonkoping            | (0:0, 2:0, 0:2)       | Radim Matuš, Erik Hrňa                                                                                  |
| 12.    | 6. 10. 2015  | 2015/2016 | Nejlepších 32         | HV71 Jonkoping        | 3 : 1    | Třinec                    | (0:0, 1:1, 2:0)       | Jakub Klepiš                                                                                            |
| 13.    | 25. 8. 2017  | 2017/2018 | Skupina D             | Třinec                | 9 : 1    | Esbjerg Energy            | (0:0, 1:1, 2:0)       | 2× Jakub Petružálek, 2× Vladimír Svačina, 2× Daniel Rákos, Martin Růžička, Bohumil Jank Martin Adamský  |
| 14.    | 27. 8. 2017  | 2017/2018 | Skupina D             | Třinec                | 3 : 0    | Adler Mannheim            | (1:0, 1:0, 1:0)       | 3× Martin Růžička                                                                                       |
| 15.    | 31. 8. 2017  | 2017/2018 | Skupina D             | Adler Mannheim        | 6 : 2    | Třinec                    | (3:0, 1:1, 2:1)       | Vladimír Dravecký,Jiří Polanský                                                                         |
| 16.    | 2. 9. 2017   | 2017/2018 | Skupina D             | Esbjerg Energy        | 1 : 2    | Třinec                    | (1:1, 0:1, 0:0)       | Martin Adamský, Vladimír Roth                                                                           |
| 17.    | 3. 10. 2017  | 2017/2018 | Skupina D             | HV71 Jonkoping        | 2 : 1 SN | Třinec                    | (0:1, 0:0, 1:0)       | Jiří Polanský                                                                                           |
| 18.    | 10. 10. 2017 | 2017/2018 | Skupina D             | Třinec                | 3 : 0    | HV71 Jonkoping            | (2:0, 0:0, 1:0)       | Vladimír Svačina, Jiří Polanský, Martin Adamský                                                         |
| 19.    | 31. 10. 2017 | 2017/2018 | Osmifinále (1 zápas)  | Malmö Redhawks        | 1 : 2    | Třinec                    | (0:0, 1:0, 0:2)       | Vladimír Svačina, Aron Chmielewski                                                                      |
| 20.    | 7. 11. 2017  | 2017/2018 | Osmifinále (2 zápas)  | Třinec                | 2 : 1    | Malmö Redhawks            | (1:0, 0:0, 1:1)       | Tomáš Marcinko, David Cienciala                                                                         |
| 21.    | 5. 12. 2017  | 2017/2018 | Čtvrtfinále (2 zápas) | Třinec                | 3 : 1    | Brynäs IF                 | (1:0, 0:0, 1:1)       | Daniel Rákos, Martin Adamský, Aron Chmielewski                                                          |
| 22.    | 12. 12. 2017 | 2017/2018 | Čtvrtfinále (2 zápas) | Brynäs IF             | 3 : 5    | Třinec                    | (0:1, 2:2, 1:2)       | Tomáš Marcinko, Jakub Petružálek, Zbyněk Irgl, David Musil, Milan Mikulík                               |
| 23.    | 9. 1. 2018   | 2017/2018 | Semifinále (1 zápas)  | JYP Jyväskylä         | 4 : 2    | Třinec                    | (0:1, 4:0, 0:1)       | Martin Adamský, Tomáš Marcinko                                                                          |
| 24.    | 16. 1. 2018  | 2017/2018 | Semifinále (2 zápas)  | Třinec                | 4 : 3 SN | JYP Jyväskylä             | (1:2, 1:0, 2:0)       | Martin Růžička, Michal Kovařčík, David Musil, Ondřej Kovařčík                                           |
| 25.    | 31. 8. 2018  | 2018/2019 | Skupina E             | Třinec                | 1 : 6    | Djurgådens IF             | (0:2, 1:0, 0:4)       | Martin Adamský                                                                                          |
| 26.    | 2. 9. 2018   | 2018/2019 | Skupina E             | Třinec                | 2 : 6    | Tappara Tampere           | (0:1, 1:6, 1:1)       | Aron Chmielewski, David Cienciala                                                                       |
| 27.    | 7. 9. 2018   | 2018/2019 | Skupina E             | Djurgådens IF         | 3 : 4    | Třinec                    | (1:0, 1:2, 1:2)       | Vladimír Dravecký Tomáš Marcinko, Filip Haman, Aron Chmielewski                                         |
| 28.    | 9. 9. 2018   | 2018/2019 | Skupina E             | Tappara Tampere       | 3 : 3 PP | Třinec                    | (0:0, 1:1, 1:1 -1:0)  | Erik Hrňa, Marek Viedenský                                                                              |
| 29.    | 9. 10. 2018  | 2018/2019 | Skupina E             | Třinec                | 2 : 3    | Storhamar Hamar           | (0:1, 2:0, 0:2)       | Ondřej Kovařčík, Tomáš Marcinko                                                                         |
| 30.    | 16. 10. 2018 | 2018/2019 | Skupina E             | Storhamar Hamar       | 6 : 2    | Třinec                    | (2:0, 2:2, 2:0)       | Jiří Polanský, Vladimír Svačina                                                                         |
| 31.    | 30. 8. 2019  | 2019/2020 | Skupina D             | Pelicans              | 1 : 0    | Třinec                    | (0:0, 0:0, 1:0)       | nikdo                                                                                                   |
| 32.    | 1. 9. 2019   | 2019/2020 | Skupina D             | Junosť Minsk          | 2 : 0    | Třinec                    | (0:0, 1:0, 1:0)       | nikdo                                                                                                   |
| 33.    | 6. 9. 2019   | 2019/2020 | Skupina D             | Třinec                | 5 : 3    | Pelicans                  | (0:2, 1:1, 4:0)       | Tomáš Kundrátek ,Patrik Hrehorčák, Jiří Polanský, Milan Doudera, Tomáš Marcinko                         |
| 34.    | 8. 9. 2019   | 2019/2020 | Skupina D             | Třinec                | 7 : 2    | Junosť Minsk              | (3:0, 2:2, 2:0)       | Erik Hrňa, Ondřej Kovařčík, Tomáš Marcinko, Marian Adámek, David Kofroň, Martin Adamský, Matěj Stránský |
| 35.    | 9. 10. 2019  | 2019/2020 | Skupina D             | Třinec                | 2 : 1 PP | HC Lausanne               | (1:0, 0:1, 0:0 - 1:0) | Erik Hrňa, Matěj Stránský                                                                               |
| 36.    | 15. 10. 2019 | 2019/2020 | Skupina D             | HC Lausanne           | 5 : 3    | Třinec                    | (2:1, 1:1, 2:1)       | Erik Hrňa, Michal Kovařčík, Petr Vrána                                                                  |
| 37.    | 27. 8. 2021  | 2021/2022 | Skupina F             | Fribourg-Gottéron     | 6 : 2    | Třinec                    | (2:1, 2:1, 2:0)       | Tomáš Kundrátek, Petr Vrána                                                                             |
| 38.    | 29. 8. 2021  | 2021/2022 | Skupina F             | Leksands IF           | 3 : 2    | Třinec                    | (0:1, 2:0, 1:1)       | Andrej Nestrašil, Daniel Kurovský                                                                       |
| 39.    | 2. 9. 2021   | 2021/2022 | Skupina F             | Třinec                | 3 : 4    | Fribourg-Gottéron         | (3:0, 0:3, 0:1)       | David Kofroň, Aron Chmielewski, Tomáš Marcinko                                                          |
| 40.    | 4. 9. 2021   | 2021/2022 | Skupina F             | Třinec                | 1 : 3    | Leksands IF               | (0:1, 2:0, 1:1)       | Michal Kovařčík                                                                                         |
| 41.    | 6. 10. 2021  | 2021/2022 | Skupina F             | Třinec                | 3 : 0    | HC Slovan Bratislava      | (0:0, 1:0, 2:0)       | David Kofroň, Ondřej Kovařčík, Roman Szturc                                                             |
| 42.    | 13. 10. 2021 | 2021/2022 | Skupina F             | HC Slovan Bratislava  | 1 : 4    | Třinec                    | (0:0, 1:3, 0:1)       | Patrik Hrehorčák, Michal Ramik, Miloš Roman, Vladimír Dravecký                                          |
| 43.    | 2. 9. 2022   | 2022/2023 | Skupina H             | Třinec                | 4 : 0    | Belfast Giants            | (1:0, 0:0, 3:0)       | Daniel Voženílek, Marko Daňo, Petr Vrána, Jan Zahradníček                                               |
| 44.    | 4. 9. 2022   | 2022/2023 | Skupina H             | Skellefteå AIK        | 3 : 2 PP | Třinec                    | (0:0, 0:0, 2:2 - 1:0) | Martin Růžička, Miloš Roman                                                                             |
| 45.    | 9. 9. 2022   | 2022/2023 | Skupina H             | Třinec                | 4 : 5    | Skellefteå AIK            | (0:2, 2:2, 2:1 )      | 2× Martin Růžička, Tomáš Marcinko, Marko Daňo                                                           |
| 46.    | 11. 9. 2022  | 2022/2023 | Skupina H             | Belfast Giants        | 3 : 2 SN | Třinec                    | (1:0, 1:0, 0:2 - 1:0) | Petr Vrána, Tomáš Marcinko                                                                              |
| 47.    | 4. 10. 2022  | 2022/2023 | Skupina H             | HC Davos              | 4 : 0    | Třinec                    | (2:0, 2:0, 0:0)       | nikdo                                                                                                   |
| 48.    | 11. 10. 2022 | 2022/2023 | Skupina H             | Třinec                | 4 : 3    | HC Davos                  | (1:1, 2:2, 1:0)       | Alan Lyszczarczyk , Libor Hudáček, Jakub Jeřábek, Daniel Voženílek                                      |
| 49.    | 1. 09. 2023  | 2023/2024 | Základní skupina      | Třinec                | 6 : 7    | SC Rapperswil-Jona Lakers | (1:1, 3:1, 2:4, 0:1)  | Tomáš Kundrátek, Richard Pánik, Adam Polášek, Marko Daňo, 2× Libor Hudáček                              |
| 50.    | 3. 09. 2023  | 2023/2024 | Základní skupina      | Třinec                | 0 : 2    | EHC Red Bull München      | (0:0, 0:0, 0:2)       | nikdo                                                                                                   |
| 51.    | 8. 09. 2023  | 2023/2024 | Základní skupina      | Tampereen Ilves       | 5 : 4    | Třinec                    | (2:0, 1:4, 2:0)       | Andrej Nestrašil, 2× Richard Pánik, Marko Daňo                                                          |
| 52.    | 10. 09. 2023 | 2023/2024 | Základní skupina      | Pelicans              | 1 : 3    | Třinec                    | (0:0, 0:3, 1:0)       | Daniel Voženílek, Marko Daňo, Kamil Walega                                                              |
| 53.    | 11. 10. 2023 | 2023/2024 | Základní skupina      | Stavanger Oilers      | 2 : 4    | Třinec                    | (0:2, 0:0, 2:2)       | Libor Hudáček, Daniel Voženílek, Martin Marinčin, Martin Růžička                                        |
| 54.    | 18. 10. 2023 | 2023/2024 | Základní skupina      | Třinec                | 4 : 0    | Aalborg Pirates           | (2:0, 1:0, 1:0)       | Viliam Čacho, Libor Hudáček, Petr Vrána, Miloš Roman                                                    |
| 55.    | 14. 11. 2023 | 2023/2024 | Osmifinále (1 zápas)  | Třinec                | 4 : 3    | Skellefteå AIK            | (2:0, 0:1, 2:2)       | Jakub Jeřábek, Martin Růžička, Daniel Kurovský, Libor Hudáček                                           |
| 56.    | 21. 11. 2023 | 2023/2024 | Osmifinále (2 zápas)  | Skellefteå AIK        | 5 : 2    | Třinec                    | (1:1, 2:0, 2:1)       | Jakub Jeřábek, Richard Pánik                                                                            |
| 57.    | 6. 09. 2024  | 2024/2025 | Základní skupina      | HC Lausanne           | 1 : 2 PP | Třinec                    | (0:0, 1:0, 0:1 - 0:1) | Libor Hudáček, Daniel Kurovský                                                                          |
| 58.    | 8. 09. 2024  | 2024/2025 | Základní skupina      | Rouen Hockey Élite 76 | 3 : 5    | Třinec                    | (1:1, 2:0, 0:4)       | 2× Marko Daňo, Martin Marinčin, Petr Vrána, Libor Hudáček                                               |
| 59.    | 12. 09. 2024 | 2024/2025 | Základní skupina      | Třinec                | 1 : 3    | Växjö Lakers HC           | (0:0, 0:0, 0:0)       | Justin Addamo                                                                                           |
| 60.    | 14. 09. 2024 | 2024/2025 | Základní skupina      | Třinec                | 7 : 3    | Fribourg-Gottéron         | (1:1, 1:1, 5:1)       | 2× Daniel Kurovský, 2× Michal Teplý, Justin Addamo, Petr Sikora, David Cienciala                        |
| 61.    | 08. 10. 2024 | 2024/2025 | Základní skupina      | Färjestad BK          | 3 : 2 PP | Třinec                    | (1:0, 1:0, 2:0 - 1:0) | Andrej Nestrašil, Daniel Kurovský                                                                       |
| 62.    | 16. 10. 2024 | 2024/2025 | Základní skupina      | Třinec                | 7 : 3    | Unia Oświęcim             | (5:1, 0:1, 2:1)       | Miloš Roman, 2× Libor Hudáček, Patrik Hrehorčák, Tomáš Kundrátek, Daniel Kurovský, Andrej Nestrašil     |
| 63.    | 13. 11. 2024 | 2024/2025 | Osmifinále (1 zápas)  | Sparta                | 4 : 1    | Třinec                    | (0:3, 1:0, 0:1)       | Daniel Kurovský                                                                                         |
| 64.    | 20. 11. 2024 | 2024/2025 | Osmifinále (2 zápas)  | Třinec                | 1 : 1    | Sparta                    | (0:1, 0:0, 1:0)       | Patrik Volas                                                                                            |

## Střelci
Aktualizace po utkání č.64, tučně = současní hráči HC Oceláři Třinec
- 10x Martin Růžička • Libor Hudáček • Tomáš Marcinko
- 9× Erik Hrňa
- 8× Daniel Kurovský •  Jiří Polanský • Martin Adamský
- 7× Marko Daňo
- 6× Petr Vrána • Aron Chmielewski • Jakub Orsava
- 5× Vladimír Dravecký • Vladimír Svačina • Zbyněk Irgl
- 4× Andrej Nestrašil • Ondřej Kovařčík • Tomáš Kundrátek • Miloš Roman • Richard Pánik • Daniel Voženílek
- 3× Jakub Jeřábek • David Cienciala • Patrik Hrehorčák • Michal Kovařčík • David Kofroň • Daniel Rákos • Jakub Petružálek • Radim Matuš
- 2× Martin Marinčin • Justin Addamo • Michal Teplý • Patrik Volas • David Musil • Rostislav Klesla • Kamil Kreps • Lukáš Žejdl • David Nosek • Matěj Stránský
- 1×  Viliam Čacho • Marian Adámek • Petr Sikora • Bohumil Jank • Jan Zahradníček • Kamil Walega • Michal Ramik • Lukáš Zíb • Jakub Klepiš • Marek Trončinský • Tomáš Linhart • Milan Mikulík • Marek Viedenský • Filip Haman • Vladimír Roth • Roman Szturc •  Milan Doudera • Alan Lyszczarczyk • Adam Polášek